# 筑波大学理工学群
筑波大学理工学群（つくばだいがくりこうがくぐん、英称:School of Science and Engineering）は、筑波大学に設置される学群の一つである。

## 概要
筑波大学が1973年10月に創設された際、東京教育大学理学部から生物分野を切り離して発足した筑波大学第一学群自然学類の数学主専攻、物理学主専攻、化学主専攻が2007年4月の改組再編により、それぞれ、理工学群の数学類、物理学類、化学類となる。一方理工学群の工学分野は1977年に社会工学類、情報学類、基礎工学類（のち工学基礎学類）の3学類で発足し1991年に情報学類と基礎工学類の一部から工学システム学類が発足した第三学群で、2007年4月の改組再編により、工学基礎学類が応用理工学類に名称変更し、工学システム学類と社会工学類とともに理工学群へ改組した。

## 沿革
- 1973年 - 筑波大学開学。第一学群自然学類設置。
- 1977年 - 第三学群設置。
- 1991年 - 第三学群工学システム学類設置。
- 2007年 - 理工学群に学群を再編。

## 構成
理工学群は、次の6学類で構成されている。
数学類
数学科に相当する
物理学類
物理学科に相当する
化学類
化学科に相当する
応用理工学類
計測科学　応用物理、材料・物質科学、応用化学などを担当。
工学システム学類
機械系や電気系、建設系工学を担当。
社会工学類
経済工学や経営工学、数理工学、都市計画学を担当。